# Kolej Seibu
Kolej Seibu (jap. 西武鉄道株式会社 Seibu Tetsudō Kabushiki-gaisha) – spółka linii kolejowej z siedzibą w miejscowości Tokorozawa, w Japonii, oferująca przewozy kolejowe, usługi turystyczne i nieruchomości.

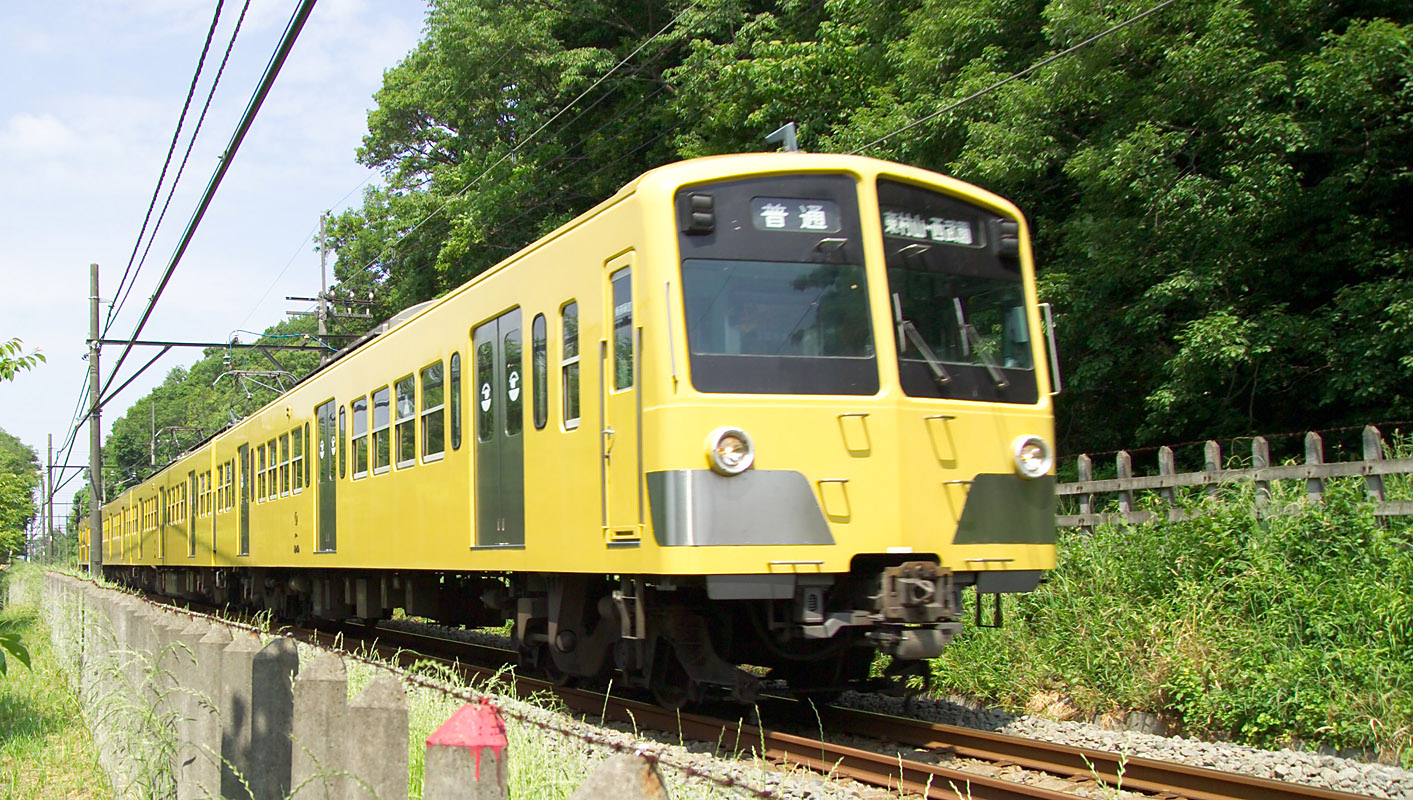
Pociąg kolei Seibu w mieście Higashi Murayama, Tokio

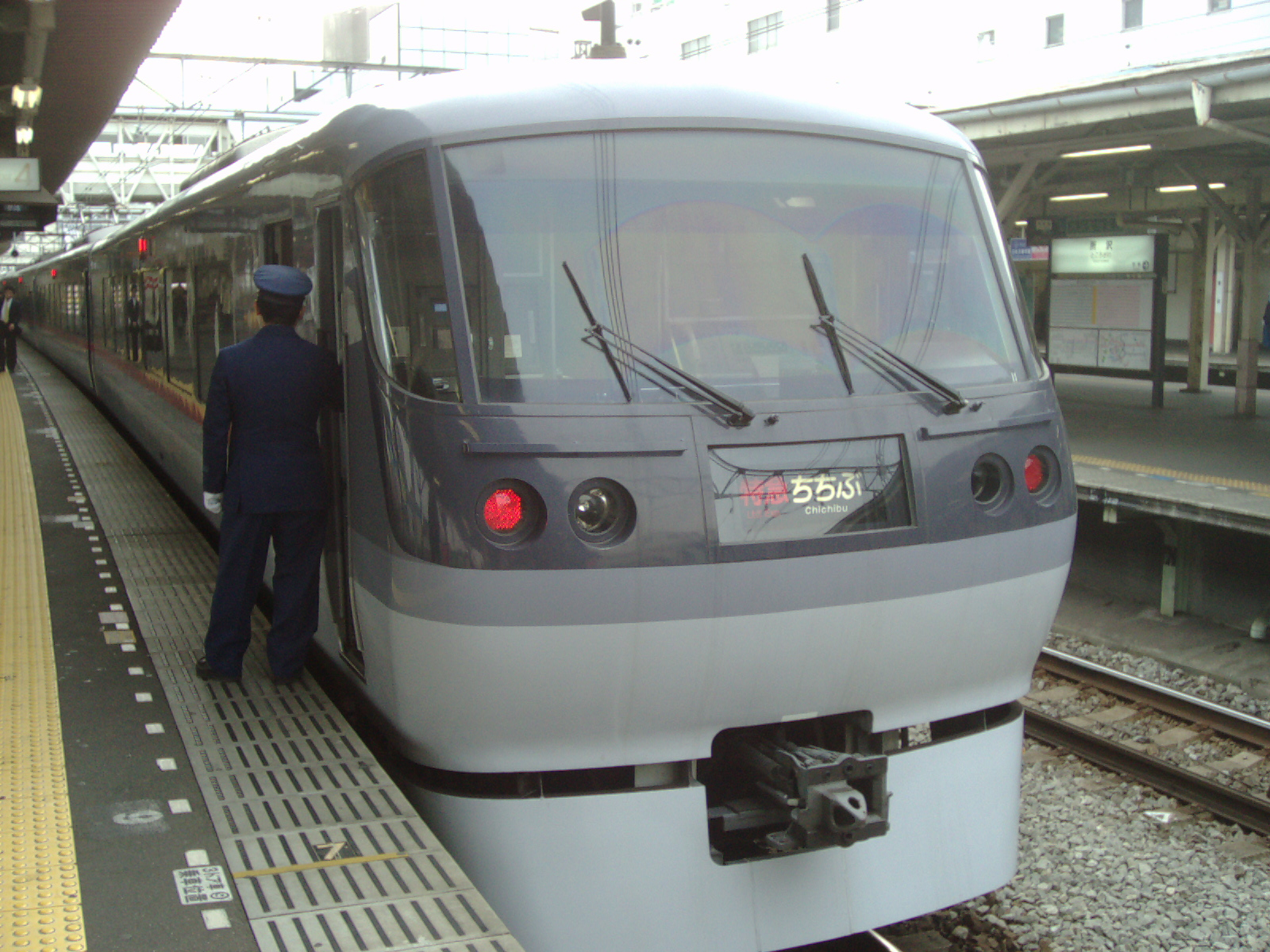
Skład kolejowy Seibu 10000 "Chichibu"

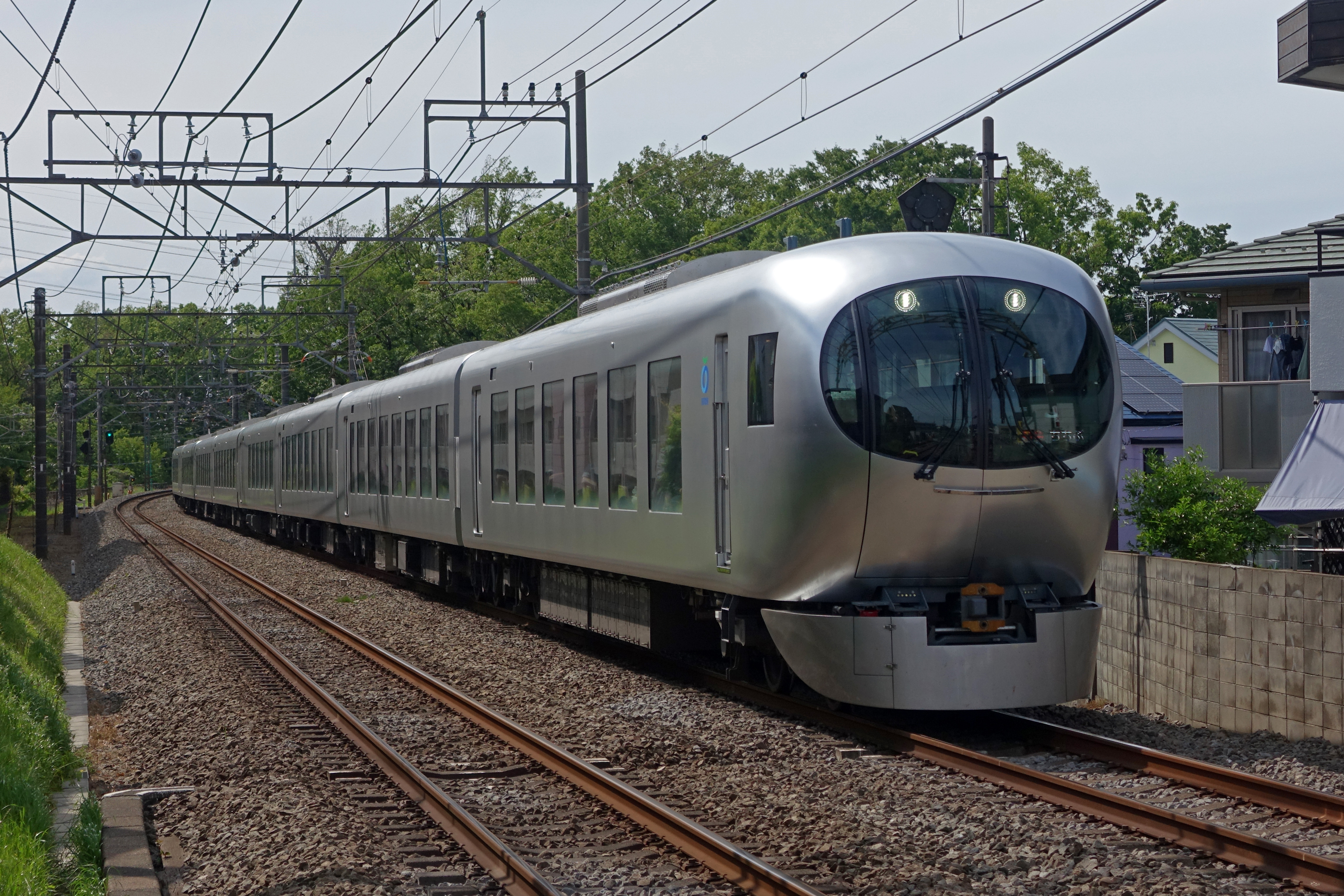
Skład kolejowy Seibu 001 "Chichibu"

Sieć kolejowa Seibu jest skoncentrowana w północno-zachodnim Tokio i prefekturze Saitama. Nazwa Seibu, to skrót pochodzący od sinojapońskiego odczytania słów "zachodni" oraz Musashi, dawnej nazwy tego regionu. Firma jest holdingiem posiadającym udziały w firmach przewozowych, turystycznych i hotelach na terenie całej Japonii.

## Historia
Kolej Seibu, założona w 1894 r., rozpoczęła działanie w grudniu tego samego roku na trasie Kokubunji – Kawagoe. W kolejnych latach firma wybudowała i rozpoczęła przewozy na kilku liniach wokół Shinjuku. W 1943 r., firma połączyła się z koleją Musashino, która zapewniała połączenie pomiędzy Ikebukuro i Hanno od roku 1915. Po połączeniu, kolej Musashino zmieniła nazwę na kolej Seibu. Oryginalna linia Seibu łącząca Shinjuku z przedmieściami oraz linia Musashino łącząca Ikebukuro z przedmieściami funkcjonują do dziś jako odrębne sieci.

## Obsługiwane linie
Łączna długość dróg kolejowych obsługiwanych przez Kolej Seibu wynosi 179,8 km. Linie kolei Seibu podzielone są na dwie grupy: Grupę Linii Ikebukuro i Grupę Linii Shinjuku. Główne linie obu grup krzyżują się na stacji Tokorozawa.

### Grupa Linii Ikebukuro
- Linia Ikebukuro (池袋線) (Ikebukuro -- Tokorazawa -- Hannō -- Agano)
- Linia Seibu Chichibu (西武秩父線) (Agano -- Seibu Chichibu)
- Linia Seibu Yurakucho (西武有楽町線) (Nerima -- Kotake Mukaihara)
- Linia Toshima (豊島線) (Nerima -- Toshimaen)
- Linia Sayama (狭山線) (Nishi-Tokorozawa -- Seibu Kyuujō-Mae)

### Grupa Linii Shinjuku
- Linia Shinjuku (新宿線) (Seibu Shinjuku -- Kawagoe)
- Linia Seibu-en (西武園線) (Higashi-Murayama -- Seibu-en)
- Linia Hajima (拝島線) (Kodaira -- Hajima)
- Linia Tamako (多摩湖線) (Kokubunji -- Seibu Yuenchi)
- Linia Kokubunji (国分寺線) (Higashi-Murayama -- Kokubunji)
- Linia Ahina (安比奈線) (Minami-Ootsuka -- Ahina)
- Linia Tamagawa (多摩川線) (Musashi-Sakai -- Koremasa)

### Mała kolej automatyczna Yamaguchi
Ponadto Kolej Seibu obsługuje linię MAK długości 2,8 km.
- Linia Yamaguchi (山口線) (Seibu Yuenchi -- Seibu Kyuujō-Mae)